# Urszene
Urszene ist ein Begriff der Freud’schen Psychoanalyse, mit dem die Beobachtung des elterlichen Geschlechtsverkehrs durch das kleine Kind bezeichnet wird, wobei dieses Erlebnis real oder auch phantasiert sein kann.
Freud verwendet den Begriff erstmals 1897 in einem Brief an Wilhelm Fließ, wo er ihn noch allgemein auf „szenisch“ erlebte traumatisierende Erfahrungen bezieht, die verdrängt würden und die Neurosen verursachten. In der Traumdeutung von 1900 kommt der Begriff nicht vor, Freud spricht hier aber davon, dass die Wahrnehmung des sexuellen Verkehrs Erwachsener bei Kindern Angst auslöse und nicht von ihnen bewältigt werden könne. In den Drei Abhandlungen zur Sexualtheorie von 1905 erklärt er, das Kind verstehe den Verkehr als sadistische Misshandlung.
Während Freud bis dahin diese Erlebnisse fraglos als real behandelte, geht er in Mitteilung eines der psychoanalytischen Theorie widersprechenden Falles von Paranoia von 1915 von einer Phantasie aus:

„Die Beobachtung des Liebesverkehrs der Eltern ist ein selten vermißtes Stück aus dem Schatze unbewußter Phantasien, die man bei allen Neurotikern, wahrscheinlich bei allen Menschenkindern, durch die Analyse auffinden kann.“

Freud rückte dennoch nie davon ab, dass das Erlebnis trotzdem auch real sein könne. Schließlich rekonstruiert er in Aus der Geschichte einer infantilen Neurose (geschrieben 1914, veröffentlicht 1918), seiner berühmten Fallgeschichte des „Wolfsmanns“, die Erinnerung seines Patienten an eine Beobachtung des elterlichen Koitus im Alter von 1½ Jahren und verwendet in diesem Zusammenhang den Ausdruck „Urszene“ in der seither üblichen Bedeutung. In diesem Text arbeitet er auch das kindliche Verständnis des beobachteten Verkehrs als „Aggression des Vaters in einer sadomasochistischen Beziehung“ (Jean Laplanche/Jean-Bertrand Pontalis) heraus.
Freud war von der pathogenen Wirkung der Urszene überzeugt, eine Einschätzung, die mittlerweile relativiert wird. Eine besonders extreme Position bezieht dabei der amerikanische Analytiker Aaron H. Esman, für den die Urszene ein zärtlicher Liebesakt sein kann, wenn die Eltern miteinander und mit dem Kind liebevoll umgehen. Ein solches Verständnis ist wiederholt kritisiert worden (vgl. Gerhard Dahl).
Zweifellos ist das Verhalten der Eltern für die Urszene und die Phantasien darüber von Bedeutung, und die sadistische Auffassung, die Freud für unvermeidbar hielt, wird dann umso bedrohlicher den Inhalt der Urszenen-Phantasien bestimmen, wenn die Eltern sich auch am Tage offen aggressiv gegeneinander verhalten. Davon unabhängig aber sind die destruktiven und ängstigenden Phantasien über das Liebesleben der Eltern, von dem das Kind ausgeschlossen ist, ubiquitär, wie Phyllis Greenacre gezeigt hat. Sie entstehen beim Kind – ob es nun die reale Urszene erlebt oder ob es sich bloß eine Vorstellung von den vereinigten Eltern bildet – auf jeder psychosexuellen Entwicklungsstufe, deren Inhalte sie repräsentieren.
Nicht der Liebesverkehr der Eltern allein, sondern die damit verbundenen oft schreckenerregenden archaischen Bilder sind für konflikthafte, oft traumatische und nicht selten auch pathogenetische Erfahrungen verantwortlich, die den Ödipuskomplex und die Entwicklung in der Adoleszenz entscheidend prägen können (Vera King). Urszenen-Phantasien scheinen vor allem dann aufzutauchen, wenn ein plötzliches Alleinsein zu bewältigen ist. Es wird dann ein „Verkehr“ der anderen phantasiert, von dem man selbst ausgeschlossen ist und der entsprechend aggressive Reaktionen hervorrufen kann – oder, wenn die Aggression auf die anderen projiziert wird, Angst vor eigener Bedrohung.
In der neueren psychoanalytischen Theorie, z. B. bei Donald Winnicott, wird es deshalb als wichtiger Schritt seelischer Reifung angesehen, wenn das Zusammensein anderer als etwas Gutes ertragen wird und nicht angegriffen werden muss – so wird auch eigenes Alleinsein möglich.